# Matt Miazga
Matthew „Matt“ Miazga (* 19. Juli 1995 in Clifton, New Jersey) ist ein US-amerikanisch-polnischer Fußballspieler. Der Abwehrspieler steht als Leihspieler des FC Chelsea bei Deportivo Alavés unter Vertrag.

## Karriere

### Jugend
Im Alter von 14 Jahren ging Miazga zur U-14 der New York Red Bulls Academy. 2012 gewann der mit der U-16-Mannschaft die U.S. Developmental Academy National Championship.
Am 30. Mai 2013 unterzeichnete er einen Vertrag als „Homegrown Player“ mit den New York Red Bulls und wechselte in die erste Mannschaft.

### Profispieler
In der Saison 2013 gab er am 8. September 2013 sein Debüt bei den New York Red Bulls in der Major League Soccer. 2015 konnte er sich als Stammspieler in der Innenverteidigung der Mannschaft etablieren.
Am 30. Januar 2016 wechselte Miazga in die Premier League zum FC Chelsea, bei dem er einen bis zum 30. Juni 2020 gültigen Vertrag unterschrieb. Sein Debüt für den englischen Klub gab er am 2. April 2016 (32. Spieltag) beim 4:0-Sieg gegen den Tabellenletzten Aston Villa. Insgesamt kam er in der Saison 2015/16 jedoch nur auf zwei Ligaspiele, weshalb er zur Saison 2016/17 an den niederländischen Erstligisten Vitesse Arnheim verliehen wurde. Dort blieb er auch in der folgenden Saison.
Im August 2018 wurde Miazga erneut verliehen, diesmal an den französischen Erstligisten FC Nantes. Für diesen kam der Verteidiger in der Ligue 1 lediglich achtmal zum Einsatz, das Leihgeschäft wurde im Januar 2019 vorzeitig beendet. Miazga kehrte nach England zurück und wurde für den Rest der Saison an den Zweitligisten FC Reading verliehen. Auch in der Saison 2019/20 wurde Miazga an den FC Reading ausgeliehen.
Zur neuen Saison 2020/21 kehrte er zum FC Chelsea zurück und wurde, ohne dass er ein Spiel für Chelsea bestritten hatte, Anfang Oktober 2020 für den Rest der Saison an den belgischen Erstdivisionär RSC Anderlecht ausgeliehen. Er bestritt 30 von 33 möglichen Ligaspielen für Anderlecht, bei denen er ein Tor schoss, sowie drei von vier möglichen Pokalspielen.
Im August 2021 wechselte Miazga bis zum Ende der Saison 2021/22 auf Leihbasis zum spanischen Erstligisten Deportivo Alavés.

### Nationalmannschaft
Bevor Miazga für die Jugend-Nationalmannschaften der USA auflief, absolvierte er 2012 ein Spiel für die polnische U-18-Auswahl. 2013 spielte er dann für die U-18-Nationalmannschaft der USA und nahm mit dieser an einem internationalen Jugendturnier in Portugal teil. Der polnische Verband stellte aber weiterhin die Anfrage an Miazga doch für deren Jugendmannschaften zu spielen. 2014 wurde er zu zwei Spielen der U-20 Polens eingeladen. Diese Einladung schlug er jedoch aus und spielte für die U-20-Nationalmannschaft der USA. Mit dieser nahm er 2015 an der CONCACAF U-20-Meisterschaft und der U-20-Fußball-Weltmeisterschaft teil.
Am 5. November 2015 gab Miazga bekannt, dass er „total unentschlossen“ in Bezug auf seine künftige Nationalmannschaftskarriere sei. Er machte dies davon abhängig, welches Land, Polen oder USA, ihn zuerst für ein Länderspiel der jeweiligen A-Nationalmannschaft einlädt. Am folgenden Tag wurde er für die Nationalmannschaft der Vereinigten Staaten nominiert. Er gab sein Länderspieldebüt am 13. November 2015 gegen die Nationalmannschaft von St. Vincent und den Grenadinen im Rahmen der Qualifikation für die Fußball-Weltmeisterschaft 2018. 
Bei den Siegen der amerikanischen Nationalmannschaft beim Gold Cup 2017 und 2019 gehörte Miazga zum Kader und hatte einen bzw. drei tatsächliche Spieleinsätze.

## Erfolge
- Englischer Meister: 2017
- Gewinner CONCACAF Gold Cup: 2017, 2019